# Nater (Familienname, Thurgau)
Nater ist ein Familienname, der als Nahtmacher vom Beruf des Schneiders oder Kürschners abgeleitet wurde und seit dem späten 13. Jahrhundert im Bodenseeraum eingeführt wurde. Die Bedeutung ging verloren, sodass später Wappen der „Nater“ entstanden, die eine Natter zeigen.

## Zur Herkunft der Thurgauer Nater (Familienname)

### Der Name
Nach Ernst Leisi begannen einige Konstanzer Bürger schon um 1200 Familiennamen zu führen. Die freien Bauern und die Hörigen folgten, um 1300 setzten sich die Familiennamen auch bei Frauen durch. Die Bischofsstadt Konstanz übte oft eine Vorreiterrolle aus; im Gebiet der deutschen Schweiz kommen die bürgerlichen Familiennamen in der 1. Hälfte des 14. Jahrhunderts auf.
Häufig wurden Berufsbezeichnungen zu Familiennamen, so auch in diesem Fall. Im Idiotikon, dem Wörterbuch der schweizerdeutschen Sprache, steht: Nâter m. Schneider, Kürschner. Nach einem Gutachten von Stefan Sonderegger (siehe unten) hat sich der Name Notter mundartlich aus der alt- und mittelhochdeutschen Bezeichnung nâtar, nâter für Schneider oder Kürschner entwickelt, d. h. aus der Berufsbezeichnung dessen, der die Naht macht. Daraus wurde dann ein Familienname, was man in der Regel daran erkennt, dass der Artikel „der“ zwischen Vor- und Beinamen entfällt. Er taucht als Berufsbezeichnung in der Form Nâter (mit Artikel) in der zweiten Hälfte des 13. Jahrhunderts erstmals auf (Zürich: 1265–87, St. Gallen: 1284, Bern: 1295 und wohl auch im habsburgischen Rheinstädtchen Diessenhofen, vgl. TU4, Nr. 1412, 13. Februar 1338).
Auf dem Lande gab es noch keine Schneider, erst recht nicht Kürschner; die Kleider wurden von den Bauern selber angefertigt oder erworben von fahrenden Händlern oder auf dem Markt. Allenfalls kamen vielleicht städtische Schneider auf die Stör. Ländliche Handwerkszünfte treten erst in der Neuzeit auf. Aus der Berufsbezeichnung der Nater mit Artikel wurde der Eigenname Nater ohne Artikel. Die ältesten Belege für Nater als Familiennamen (ohne Artikel) haben wir in Bern 1295 (FRB3, S. 604. Nr. 612), Zürich 1314 (UZ9, S. 132f., Nr. 3261), Freiburg im Üechtland 1312 (FRB4, S. 504, Nr. 479), in Berlingen TG ab 1317, Schaffhausen 1334, in Thun 1336.
Die Berufsbezeichnung Nater geriet bald nach dem Aufkommen der Familiennamen in der deutschen Sprache ausser Gebrauch zugunsten von Schneider und Kürschner. Offenbar war mit dem Eindringen der Mode in bürgerliche Kreise das Zuschneiden wichtiger geworden als das Nähen, das jede Frau beherrschte. In der französischen Sprache ist dagegen der semantisch gleich abgeleitete couturier, die couturière, lebendig geblieben bis hinauf in die haute couture.
Im Laufe der Zeit ging das Wissen um die Herkunft des Namens völlig verloren, weil auch die Berufsbezeichnung Nâter verschwunden war. Dies zeigt auch die Wahl eines „sprechenden“ Wappens mit einer Natter.
Der Familienname Nater, auch mit der Rundung zu Notter, ist in der deutschen Schweiz und in Süddeutschland bis heute weit verbreitet. Eine Kontinuität über Jahrzehnte, wohl eine Familie, ist erstmals in Berlingen – in den frühen Quellen ,Berwang‘ – belegt. Das Kloster auf der gegenüberliegenden Reichenau hatte hier noch 1504 einen Dinghof; vielleicht gehörte ihm einmal das ganze Dorf.

### Die Nater in Berlingen
Von Berlingen 1317 bis 1375 erscheint ein Ulrich oder Ueli Nater von Berlingen in den Reichenauer Akten, es dürfte sich um zwei Generationen gleichen Vornamens handeln, z. B. die erste zwischen 1317 und 1343 ist nur als Nachbar erwähnt, die zweite von 1343 bis 1375, ist im Besitz von Weingärten, welche sie mit Erlaubnis des Reichenauer Abtes belastet.
Der Name Nater kann sich kaum in Berlingen aus der Berufsbezeichnung für Schneider/Kürschner entwickelt haben. Viel plausibler ist der umgekehrte Fall, dass die Nater als vermögliche Konstanzer – (Schulte I, S. 211) zählt sie zu den alten „auch in andern Reichsstädten verbreiteten“ Geschlechtern – in Berlingen und anderswo am Untersee, wo sie auftreten, Grundbesitz erwarben, beispielsweise Rebberge, deren Ertrag leicht per Schiff nach Konstanz gebracht werden konnte. Berlingen stand mit der Stadt Konstanz im Burgrecht, d. h. seine Bürger galten als Ausbürger der Stadt. Das bedeutete, dass die Berlinger sich dort ohne Einkaufsgebühr niederlassen und im Kriegsfall den Schutz der Stadt geniessen konnten. Für initiative Berlinger brachte dieses Burgrecht ausgezeichnete Aufstiegsmöglichkeiten.
Der Vorname des aktenkundigen Nater in Berlingen ist bemerkenswerterweise häufig Ulrich. St. Ulrich ist der Patron des Klosters Kreuzlingen. Dieses lag damals noch nahe vor der Stadt Konstanz und war in deren religiöse Gebräuche einbezogen. Für einen Einwohner aus dem Einzugsbereich des Klosters war es sehr leicht, in die Stadt zu wechseln und sich dort zu integrieren.
Der erste Berlinger Nater wird nur als rebenbesitzender Nachbar genannt, nämlich der Güter des Dompropsts Konrad von Klingenberg. Der Dompropst hatte diese Güter teilweise von Ritter Dietegen von Kastell erworben, dem Bruder des Abtes der Reichenau. Mit dieser Nachbarschaft sind wir an der Spitze der Nomenklatur.
Im Gegensatz zum ersten, treffen wir den zweiten Ulrich Nater sehr oft in Urkunden, nämlich 13–14 Mal und es spricht alles dafür, dass es sich dabei um eine einzige Person handelt. Er hat eine Schwester Margareth, die teilweise Mitbesitzerin seiner Güter ist. 1348 wird auch seine Frau mit dem seltenen (recht städtischen) Namen Euphemia und sein Sohn Hermann genannt. Dieser muss zu diesem Zeitpunkt volljährig (d. h. mindestens etwa 15-jährig) sein, sonst hätte er einen Beistand. Einen solchen, nämlich Hans Schedler, hat die Frau Euphemia (s. Anhang II), was wohl bedeutet, dass sie eigenes Gut in die Ehe eingebracht hat z. B. ein Widum, worüber ihr Gatte nicht verfügen darf ohne ihre Zustimmung. Seine Schwester Margareth ist verheiratet mit Konrad Sunnentag, einem reichen Konstanzer Patrizier.
Es geht in diesen Urkunden (s. Anhang II) fast immer um Güter, meist Weinberge, in Berlingen, deren Verpfändung  und die Sicherung der dafür der Reichenau geschuldete Zinsen. Wenn Ulrich Nater Güter verpfändet, bedeutet das nicht notwendigerweise, dass es ihm finanziell schlecht geht, eher dass er die Liquidität anderswo einsetzen will, z. B. im Handel; zudem geht es um vergleichsweise geringe Beträge und der Weinbau ist kapitalintensiv.
Nach 1375 finden wir am Untersee nach keine Nater mehr in den Urkunden; Abt Eberhard von Brandis, zu dem die Nater offenbar gute Beziehungen unterhielten, starb 1379. Seine Nachfolger konnten (oder wollten) ihre Rechte immer weniger durchsetzen, d. h. man holte ihre Zustimmung zu solchen Geschäften wie obigen gar nicht mehr ein, sondern liess sie sich, wenn nötig, von einer Konstanzer Amtsstelle bekräftigen, die keine Quellen hinterlassen hat.

### Ueli Nater in Konstanz
Ueli Nater finden wir von 1376 bis 1391 im Konstanzer Rat (KR Bl 1 SA-379). Da die früheren Ratslisten nicht erhalten sind, darf man davon ausgehen, dass er schon vorher im Rat sass, denn er gehört offensichtlich nicht zu den aufständischen Zünften, sondern zu den Patriziern der Gesellschaft ‚zur Katz‘. Ulrich war nicht gerade ein seltener Vorname, dennoch waltet eine erhebliche Wahrscheinlichkeit, dass es sich um einen Angehörigen derselben Familie handelt, der wir in Berlingen begegnet sind, der Name wird in den Quellen Nater, Nâter und Näter geschrieben.
Nach den Konstanzer Quellen hat Uli Nater  mit dem Leinwandgewerbe zu tun: 1388 ist Uli Näter Leinwandschauer (Wielandt 1, S. 136), d. h. einer der Zuständigen, die auf dem Markt die Qualität der Leinwand begutachten. Das Amt gab es erst seit 1376, die Funktion hat er vielleicht schon früher ausgeübt. Der Schwager des Berlinger Naters, Konrad Sunnentag (auch Sonnentag oder Sonntag geschrieben), wird in der Urkunde als Gewandschneider bezeichnet, worunter ein Leinwandhändler zu verstehen ist. Er war Patrizier und verwandt mit der Familie Ehinger, die ursprünglich aus Überlingen stammte und dort Bürgermeister stellte; auch in Konstanz bekleideten mehrere Ehinger das Amt des Stadtammanns, einer gar des Oberbürgermeisters, einige von ihnen durch Kaiser Sigismund geadelt (Oberbadisches Geschlechterbuch 1, S. 286). Mit den Ehinger waren aber auch die Nater verwandt, weswegen ihr Wappen in der Chronik der Familie Schulthaiß figuriert.
Die reichen Konstanzer, Adelige, Kaufleute, ferner einige Zünfter, gehörten zur Gesellschaft „zur Katz“, die auch eine politische Rolle spielte und sich um 1424 neu konstituierte. Namen und Wappen der damaligen Mitglieder  wurden aufgezeichnet und sind in einer Kopie aus dem 16. Jahrhundert überliefert, der sog. Konstanzer Wappenrolle,  hier stehen die Wappen Sunnentag und Ehinger neben einander gleich zu Beginn der letzten Reihe der ersten Tafel, ein paar Plätze vor dem Naterwappen (vgl. Kapitel Nater-Wappen).
Auf der Liste der 105 reichsten Konstanzer, die 1388 mindestens 1400 Pfund Heller Vermögen besassen, figuriert Ueli Nater nicht (Nuglisch, S. 363). 1391 erscheint Uli Nater letztmals in den Quellen, wohl weil die folgenden Ratslisten nicht mehr erhalten sind.
Ueli Nater wird in den Ratslisten meist vor Lütfrid Muntprat aufgeführt, was andeutet, dass er zu dessen Umkreis gehörte; er dürfte ausgangs des 14. Jahrhunderts schon Teilhaber von Muntprats Handelsgesellschaft gewesen sein. Lütfried II. Muntprat vereinigte um 1408 seine Handelsgesellschaft mit der seit etwa 1380 bestehenden Ravensburger Gesellschaft der Mötteli und den Humpis zur Grossen Ravensburger Handelsgesellschaft (Schulte I, S. 17f.).
Für diese, heisst es, habe Philipp Nater, wohl ein Verwandter Ueli Naters, an einem unbekannten Ort eine Niederlassung geführt (Schulte I, S. 27). Auf der Wappenrolle der Gesellschaft ‚zur Katz‘ befindet sich das Nater-Wappen gleich vor dem der Mötteli: vielleicht hatte ein Nater die Ravensburger Mötteli in die Gesellschaft „zur Katz“ eingeführt.
Im Steuerregister von 1418 ist er mit 2550 Pfund Heller eingetragen; (Luitfrid Muntprat mit 62'000, Hainrich Muntprat mit 10'000, Peter Sunnentag mit 9200, bei einem Gesamttotal von 129'170). Das Durchschnittsvermögen eines Bürgers betrug 260 Pfund Heller. Am 10. Februar 1419 verlor er das Siegel der Muntprat zwischen Ravensburg und Konstanz, wie es scheint ohne schwerwiegende Folgen, vermutlich war er ebenfalls Teilhaber der Gesellschaft (Schulte I, S. 193).
Nachdem er schon 1420/21 mit etwa 30 Standesgenossen nach Überlingen übersiedelt war, 1425 verliess er Konstanz, um sich anderswo niederzulassen. 1425 hat er wegen des Fernhandelsverbots Konstanz verlassen (Joos, S. 39 mit Anm. 49).
Philipp Nater war verheiratet mit Magdalena von Roggwil. Magdalenas Bruder Ulrich sass zwischen 1436 und 1464 im Konstanzer Rat. Philipp und Magdalena hatten nur drei Töchter, die älteste hiess Ursula, heiratete 1443 Walter Mötteli und erhielt vom Vater die ausnehmend beträchtliche Mitgift von 4200 rheinischen Gulden. Möglicherweise bewohnten die Mötteli – sie nannten sich auch Möttelin von Rappenstein –  zu dieser Zeit schon die Burg Roggwil. Rudolf Mötteli der Alte war 1397 bis 1419 Chef der Großen Ravensburger Handelsgesellschaft gewesen. 1422 erwarb er um 8000 Goldgulden Schloss und Stadt Arbon. Der Bischof von Konstanz, dem diese einst gehört hatten,  beeilte sich, ihn damit zu belehnen. Sein Sohn Hans war 1425–1441 dort bischöflicher Vogt, gleichzeitig wurde er Bürger von St. Gallen und stellte Stadt und Feste Arbon in deren Schutz. 1441 löste der Bischof das Pfand über Arbon ein. Hans Mötteli wohnte auf dem Schloss Roggwil, dem einstigen Stammsitz des gleichnamigen Geschlechtes. Er war ein Onkel von Walter, dem Schwiegersohn Philipp Naters. 1452 spalteten sich die Mötteli von der Großen Ravensburger Gesellschaft ab und gründeten eine eigene. Möglicherweise bewohnten die Mötteli zu dieser Zeit schon die Burg Roggwil (bis 1578); sie spielten in der Thurgauer, ja eidgenössischen Geschichte noch eine namhafte Rolle, war es doch Junker Joachim Mötteli vom Rappenstein zu Pfyn zu verdanken, dass der Thurgauer Gerichtsherrenstand von den Eidgenossen als Körperschaft anerkannt wurde (Lei, S. 20f.)
Magdalena versteuerte 1466 2120 Pfund. Am Donnerstag nach St. Bartholomäustag 1468 vermachte sie als Witwe verschiedene Legate, zu verfahren nach der Ordnung der Gesellschaft (Schlichte I, S. 196). Laut dem Konstanzer Gemächtebuch wurden aufgrund eines Zettels mit seinem Testament eine ganze Anzahl Stiftungen als Seelgerät entrichtet, darunter eine an die Kirche Berlingen  – was eine Verbindung mit diesem Ort beweist und die Annahme bekräftigt, dass wir es immer noch mit demselben Stamm zu tun haben.
Die restlichen Güter vermachte Philipp Nater «sinem tochterkind ob es im leben ist», was offenbar zu diesem Zeitpunkt der Fall war, aber zur Zeit der Abfassung des letzten Willens noch nicht klar war, sowenig wie Name und Geschlecht dieses Kindes, vermutlich war es dannzumal noch nicht geboren. Als Testamentsvollstrecker werden genannt die Brüder der Witwe: Ulrich und Heinrich von Roggwil sowie Rudolf Muntprat. Erwähnt ist ferner eine Schwester Elsyn und deren Tochter. Wahrscheinlich starb mit Philipp dieser Familienzweig im Mannesstamm aus. Nach dem Oberbadischen Geschlechterbuch (II, S. 109) hatte auch Walter Mötteli nur Töchter, eine Ursula, die 1515 kinderlos starb, eine Elisabeth, die Rudolf Muntprat heiratete und eine Barbara, die mit Georg Ehinger von Gutenau verheiratet war.

### Von Konstanz zurück aufs Land
Von 1428 ist wieder ein Konstanzer Steuerbuch erhalten, darin findet sich eine „Naeterin“ (a mit übergeschriebenen e) mit folgendem Vermögen in Pfund Heller: 950 in liegendem, 2400 in fahrendem, zahlte 8‘ (Schillinge) Steuern (KSt I, S. 69, Nr. 574). Das ist immerhin beträchtlich; sie wohnte beim „Snetztor“, dem heute noch stehenden Schnetztor, wo auch Ludwig Muntprat gewohnt hatte, der 1418 freilich mit 3200 Pfund Heller liegendem, 5000 fahrendem Vermögen zu Buche stand und dafür 18‘ steuerte (KSt I, S. 102, Nr. 575). Im folgenden Steuerbuch, 1433, hat sie ihr Vermögen deutlich vermehrt: 1100 Pfund Heller liegendes, 4472 fahrendes, Steuerbetrag 13,18‘. Dann ist sie offenbar aufs Land gezogen: 1440 finden wir sie als Ausbürgerin unter der Schuhmacherzunft, was nicht heisst, dass sie zu diesem Beruf gehörte, sondern dort steuerte, denn die Ausbürger bezahlten die Steuer für den Erhalt des Bürgerrechtes. Es sind nur noch 2‘ und 6‘‘ (Heller oder Pfennige, bei  100 Pfund Heller liegendem Vermögen (KSt I, S. 152, Nr. 1739), wahrscheinlich hatte sie bereits an ihre Kinder verteilt. 1450 steht:  „Naetarin (sy ist tod).“ Darunter folgt mit der nächsten Nummer: „ir sun Hans Naettar“ besitzt 100 Pfund Heller und bezahlt 3‘ 6‘‘ (KSt I, S. 192, Nr. 2177). Im Jahr 1460 finden wir diesen Hans Nätter als Ausbürger bei der Fischerzunft, ohne Beträge.
Es könnte sich  bei dieser Naeterin um die Witwe eines Uli Nater handeln, die wohl nach dem Tod ihres Mannes 1428 nach Konstanz zurückkehrte, wo sie noch haushäblich war. Es ist nicht überliefert, wo sie und dann ihr Sohn Hans auf dem Lande wohnten. Wahrscheinlich war es in der Bischofshöri.
Eine weitere Naterin wird ein paar Jahre später im Siebnergerichtsprotokoll aktenkundig. Sie wurde von einer Nachbarin verklagt, ihren Brunnen zum Schaden dieser auszuschöpfen. Das Gericht entschied, sie dürfe das sooft und so viel sie wolle, der Klägerin erwachse dadurch kein Schaden (Bussbuch, Nr. 118a). Es ist nicht bekannt, wo diese Naterin wohnte, sie erscheint nicht im Steuerbuch.
Klar ist dies hingegen bei einem weiteren Nater im selben Bussbuch: Ein Nachbar hatte im eigenen Garten Stangen so hingelegt, dass sie in den Gang des  Hans Nätter von Harperswile hineinragten. Auch er erhielt Recht: Der Nachbar solle die stangen abhowen oder dannen tun als for si dem natter jn den sinen gang und in damit ungeirt laussen söllen (Bussbuch, Nr. 152). 1459 erhält dieser Hans  Nater von Haperswil vom Kloster Reichenau den Kelnhof Hugelshofen zu Lehen (K-R 1, Nr. 1945). 1463 verpflichtet er sich diesem Kloster gegenüber zu einer Zinsleistung (GLA 5/706, Nr. 945). Im Konstanzer Steuerbuch von 1460 ist er vermerkt als Ausbürger unter den Brotbeken und Weinschenken mit 410 Pfund Heller liegendem Vermögen und einem Steuerbetreffnis von 14 Schillingen (KSt I, S. 228, Nr. 2735). Ausser ihm figuriert dort noch ein Hans Nätter als Ausbürger bei den Fischern ohne Beträge (KSt I, S. 228, nr. 2821), vielleicht hat er gar nicht bezahlt. 1470 ist vermerkt: Hans Nater wib von Harperswil mit 210 Pfund Heller liegendem Vermögen, was 7 Schillinge Steuern ausmachte (KSt II, S. 32, Nr. 1737). 1480 folgt derselbe Eintrag nochmals ohne Betrag (KSt II, S. 59, Nr. 1690).  Von 1490 an verschwindet der Name Nater in den Konstanzer Steuerbüchern, doch nicht aus den Reichenauer Akten: In der Reformationszeit musste ein Hans Nater von Happerswil dem Abt Martin von Reichenau Urfehde, weil er als Hintersasse und Dienstmann zu Hegne (auf dem Bodanrück) den Gehorsamseid gebrochen und ohne Vorwissen der Oberkeit bei der Empörung zwischen den fünf christlichen Orten auch denen von ZH, BE, und ihrem Anhang Kriegsdienst auf Seiten der Thurgauer geleistet und an sein Schwert ein  Schweizerkreuz gemacht habe (K-R 1, Nr. 2940, 12. September 1531).
Happerswil – in den Quellen auch Halperswil, Harppeschwil, sogar Harprechtswil geschrieben – gehört heute zum Bezirk Weinfelden, die historischen Bezüge (z. B. Kirchenzugehörigkeit) weisen jedoch nach Kreuzlingen, d. h. in Richtung Konstanz, von dort wird 1450 noch ein Haine Nater und 1486 ein Vlrich Nâter  in den Konstanzer Quellen erwähnt. Möglich, dass dieser Hans Nätter identisch war mit dem Sohn der Naeterin, die wir als Witwe Uli Naters zu erkennen glauben, zumal 1486 erst noch ein Vlrich Nâter von Harperschwil aktenkundig wird  – dann dürften wir die eigentliche Heimat der Nater in Happerswil suchen (Stadtarchiv Konstanz, Landgerichts-Auslagebücher, C V 12, S. 93; C V 16,. S. 19).

### Von Happerswil nach Hugelshofen
1459 erhielt Hans Nater von Happerswil von den Pflegern der vier Raitinen zu Konstanz den Kelnhof zu Hugelshofen als Erbzinslehen (K-R 1, Nr. 1904, 2. Juni 1459). Damit verlagerte sich mindestens ein Zweig dieses Stammes nach Hugelshofen, das zur Bischofshöri, dem Eigentum des Bistums gehörte. Die „Bischofshöri“, vermutlich eine Schenkung König Dagoberts, reichte von unterhalb Gottlieben bis gegen Berg nach oberhalb Münsterlingen. „Sie wurde zum wirtschaftlichen Hinterland des Bischofssitzes, und die spätmittelalterliche Vogtei Eggen, die räumlich mit der Bischofshöri und der gleichfalls spätmittelalterlichen Herrschaft Castell weitgehend identisch ist, sollte Grundlage für den Versuch der späteren Bürgerstadt bilden, hier, in dem südlich an die Stadt anschließenden Thurgau, ein Territorium aufzubauen.“ Die Bauern der Bischofshöri waren dem Bistum zinspflichtig. Sie lieferten der Bischofsstadt Lebensmittel und Holz und waren dafür noch im 15. Jahrhundert berechtigt, bei Kriegsgefahr sich hinter den Stadtmauern in Sicherheit zu bringen. Ursprünglich gehörten sie sogar zur Konstanzer Pfarrei St. Stephan, dann entstanden in Tägerwilen und Alterswilen eigene Pfarreien, in Kreuz- und Münsterlingen besassen die Klöster Pfarreirechte, in Bernrain, Oberhofen, Altishausen und Illighausen bestanden Filialkirchen oder -kapellen (Maurer, Konstanz, S. 28f.).
Vom 16. Jahrhundert an sind Nater dort reichlich belegt. Der Ortshistoriker Hans Nater schrieb: „Im Archiv Hugelshofen befinden sich noch eine grössere Anzahl Zehntbriefe, meist auf geistliche Herren des Klosters Konstanz lautend.“ Ihr Verbleib ist ungewiss. Nach den Reichenauer Quellen im Generallandesarchiv Karlsruhe ist ausser vom Bollhof (Mitte 16. Jh.) noch von weitern Gütern die Rede, welche Nater in Hugelshofen als Erbzinslehen von Münster-Pfründeninhabern bis zur Revolutionszeit innehatten (letzte Urkunde 1795) und weiter mit Darlehen bei andern geistlichen Institutionen der Bischofsstadt belasteten. Man kann davon ausgehen, dass die Nater, sofern sie aus der Bischofshöri stammten, nicht freien Standes, sondern Leibeigene waren, wie ja die allermeisten Landbewohner. Die Regel: „Stadtluft macht frei“, galt in Konstanz nur bedingt, jedenfalls nicht dem Bischof als Stadtherrn gegenüber. Doch liess der Bischof seine Leibeigenen heiraten und wegziehen, beharrte nur auf der Entrichtung einer kleinen Gebühr, sodass man meist auf einen Loskauf verzichtete, zumal die Leibeigenschaft einem Aufstieg in der Stadt in keiner Weise hinderlich war.
So verwundert es nicht, dass sich ein Josef Nater aus Hugelshofen erst 1605 aus der Leibeigenschaft des Konstanzer St. Stephansstiftes freikaufte (Nater, Alt Hugelshofen, S. 10f.)
Hugelshofen gehörte ursprünglich zum Kirchsprengel Alterswilen, in dessen Gebiet nach der Reformation konfessionell gemischt blieb. Während des Dreissigjährigen Krieges liess der Stadt Zürich ein „Verzeichnus Aller Pfarrkinder und Seelen der gantzen Reformiert-Catholischen Gemeind Alterswÿllen samt dero beeden zugewandelten Filialen Hugelshoffen und Aetischausen genant, im Oberen Thurgöü gelägen“, anlegen (StAZH E II 700.143 bzw. E II 212). In Alterswilen selber gab es von 1634 bis 1694 keine reformierten Nater, heute finden sich auf dem dortigen Friedhof einige Natergräber und laut dem Familiennamenbuch der Schweiz (S. 83) gibt es dort alteingesessene Nater. Einige Nater sind im Weiler Krachenburg verzeichnet, 1640  ein Dutzend; Wenige in Lybetschwyl (Lippoldswilen). Weitaus am meisten reformierte Nater gab es von 1634 bis 1694 in Hugelshofen,  wobei der Vorname Ulrich noch ziemlich oft vorkommt. Es ist anzunehmen, dass es auch katholische Nater gab (StAZH E II 218a, [1640, 1643], EII 229a [1670], E II 243 [1682], E II 252a [1694]).
In Dotnacht (Bezirk Kreuzlingen) kann der Lokalhistoriker Hans Nater seit dem Ende des 15. Jahrhunderts Namensvetter nachweisen, im 19. Jahrhundert zahlreiche (Nater, Dotnacht, S. 41 und 163). Jedenfalls haben sich die Nater weit verbreitet. Laut Familiennamenbuch (S. 83) gibt es in folgenden Thurgauer Gemeinden Nater mit Bürgerrecht mindestens seit 1800: Alterswilen, Dotnacht, Engishofen, Frauenfeld, Hugelshofen und Lippoldswilen. All diese Orte liegen zwischen Bodensee und Frauenfeld. Am Untersee finden sich keine.

### Nater-Wappen
Ernst Leisi hielt 1941 bezüglich der Namensträger Nater fest: Ein Nater ist ein Mann, der sich mit nähen beschäftigt, also ein Schneider. Wenn ein Träger dieses Namens sich ein Wappen hat machen lassen, in dem eine Ringelnatter vorkommt, so hat er sich in der Bedeutung seines Namens getäuscht. Jedoch ist es deswegen nicht nötig, daß er sein Wappen abändert; denn es gibt Tausende von Wappen, die nach dem ungefähren Klang des Namens gemacht sind, statt nach seiner ursprünglichen Bedeutung. Man nennt solche Wappen „sprechendes Wappen“ (Leisi, S. 9).
Auf der sog. Wappenrolle der Gesellschaft „zur Katz“ im Konstanzer Rosgartenmuseum figuriert ein Wappen mit der Beschriftung: Näter. Da Philipp Nater allem Anschein nach sein Konstanzer Bürgerrecht 1425 aufgegeben und die Stadt verlassen hat, muss das Wappen vorher aufgezeichnet worden sein, wahrscheinlich dasjenige jenes Nater, der als Erster in die Gesellschaft aufgenommen wurde. Dies könnte schon im 14. Jahrhundert erfolgt sein. Darauf deutet die Form des Kübel- bzw. Stechhelms. Anderseits könnte die Teilung bereits ein Abweichen von einem ursprünglich ungeteilt roten Wappen bedeuten im Sinne einer Unterscheidung von einem andern Familienzweig.
Das Wappen ist fünffach silber-rot geteilt mit pfahlrecht dreifach gewundener bekrönter brauner Schlange. Die Schlange ist wegen ihrer mehrheitlich negativen Konnotation im Alten Testament ein sehr seltenes Wappentier. Balken, bzw. balkenartige Teilungen in einem Wappen waren wohl ursprünglich bloss Holzlatten oder Eisenspangen, womit der Schild befestigt war. Auf Französisch  «pièces honorables», auf Deutsch Heroldszeichen genannt, werden sie sehr oft gewählt als Unterscheidung eines Wappenhalters von andern Trägern bzw. andern Zweigen derselben Familie. Solches könnte auch im Konstanzer Nater-Wappen der Fall sein. Die späteren Nater im Thurgau führen die Natter in ungeteiltem rotem Schild.
Interessant ist ferner die Helmzier, auf der die Natter zwischen zwei Mauerwänden erscheint. Das könnte eine Anspielung sein auf Besitz in Verbindung mit einem Turm oder Tor. Wohnte er in einem alten Adelsturm, deren es in Konstanz über zwei Dutzend gab? (Maurer, Konstanz, S. 145 f.). Trotz dezimierter Konstanzer Quellen, bzw. zu zeitaufwändiger Suche findet sich ein Hinweis, dass die vermutete Witwe Ueli Naters (Naeterin) beim Schnetztor wohnte,  vielleicht sogar darin, denn seit der Entstehung der Vorstädte war die Stadt auf dieser Seite längst durch das vorgeschobene Kreuzlinger oder Emmishofer Tor bewacht. Damit wäre auch die Helmzier erklärbar.
Das Oberbadische Wappenbuch von Kindler von Knobloch (III, S. 188) bezieht sich für das Nater- bzw. Naeterwappen ausdrücklich auf die Konstanzer Wappenrolle, bildet jedoch statt des Stechhelms von vorne mit voller Decke, einen Spangenhelm von der Seite gesehen ab, mit nur kurzer Decke, und lässt die Schlange in der Helmzier über die Mauerwände hinauswachsen, statt zwischen ihnen ringeln. Offensichtlich stand ihm dafür eine andere Quelle Pate (Stadtarchiv Konstanz Abt. A I, Bd. 17), nämlich die Familienchronik Schulthaiß. Der Patrizier Jakob Schulthaiß (1517–1553) schuf sie 1551, um den Aufstieg der Bürgermeister-Familie in den Adel zu zeigen, belegt durch die Wappen der mit ihr verbundenen Familien.  Diese Wappen sind schön gemalt und grösser als diejenigen der Wappenrolle, alle mit Helmzier und Spangenhelm, d. h. der Entstehungszeit entsprechend, nicht dem Alter des betreffenden Geschlechtes. Darunter befindet sich auch ein Nater-Wappen (Maurer, Wappen, S. 103), und zwar mit einigen nicht unwichtigen Abweichungen gegenüber demjenigen der Wappenrolle, das Schulthaiß als Mitglied der Gesellschaft „zur Katz“ natürlich kannte:
1. hier ist der Schild zu sieben, statt zu sechs Plätzen von Silber nach Rot geteilt, d. h. der Schildfuss ist silbern statt rot;
2. die Schlange ringelt sich quer in zwei Windungen, statt pfahlrecht dreien, ihre Farbe ist am Rücken grau, am Bauch silbern, statt braun mit Schatten;
3. die Schlange trägt eine vier- statt dreizackige Krone, wobei die vier Zacken wohl goldene Knöpfe besitzen;
4. in der Helmzier ist eine Mauerzinne, bzw. eine zinnenbekrönte Turmspitze statt zwei freistehenden Mauerwänden;
5. die Schlange windet sich, auf das Zinnenfenster abgestützt, an der heraldisch rechten, roten Zinne empor, statt pfahlrecht zwischen  zwei silbernen, verbindungslosen Mauerwänden zu steigen; (ihre Krone hat beide Male nur drei Zacken).

Daraus kann geschlossen werden, dass es in Konstanz wohl nicht nur eines, sondern mindestens zwei Nater-Wappen gab, wobei dasjenige der Wappenrolle vermutlich das ältere, also von Ueli Nater, dasjenige der Schulthaiß-Chronik das jüngere sein dürfte, also der Generation von Philipp Nater zuzuordnen wäre. Das Nater-Wappen tritt in der Chronik im Gefolge der Verbindung von Elisabeth Schulthaiß mit Johann Jakob Ehinger von 1518 auf und gehört in die Abstammung des letzteren; auf dessen Stammtafel kommt der Name allerdings nicht vor, ebenso wenig wie derjenige von Sonnentag, dessen Wappen auch in diesem Gefolge figuriert, es sind nur neun Namen (ausser Schulthaiß), aber 13 Wappen da (Maurer, Wappen, S. 102).
Auffallend ist, dass die Thurgauer Familie Natterer ebendiese Helmzier übernommen hat, und zwar nicht nur als solche, sondern sogar ins Wappen: Von Rot eine blaue Schlange zwischen silbernen Mauerwänden (Binder, S. 73). Die angehängte Endung -er bedeutet einen sekundären Zusammenhang mit einem Geschlecht ohne diese, in unserem Fall mit einem Nater-Geschlecht.
In der Wappensammlung von Grünenberg fehlt das Naterwappen, obschon auch dieser Sammler der Gesellschaft ‚zur Katz‘ angehörte. Ein Naterwappen ist auch unter den rund 600 Wappen der Konstanzer Chronik des Ratsherrn Gebhard Dacher oder den rund 500 Wappen in der Reichenauer Chronik des Kaplans Gallus Öhem nicht vorhanden.
In der Kirche von Hugelshofen gab es Naterwappen an den Kirchenbänken. Um 1900 sind sie verschwunden, als die Kirche neu gebaut wurde. Immerhin kennen wir das Wappen der dortigen Nater: die Schlange auf rotem Grund.
In der Kirche St. Johann in Frauenfeld-Kurzdorf gab es seit der Chorbestuhlung von 1681 bis 1689 Plätze wurden mit wappengeschmückten Blechschilden, darunter eines der Familie Nater: Von Rot mit silberner Schlange in grünem Baum,  versehen mit der Inschrift: „16/89 // Hanß / Felix // Nater“.  Mehr noch: 1916 stiftete Alfred Nater eine Wappenscheibe mit diesem Wappen, gestaltet durch einen Maler Albrecht, in die neue Kirche, sie ist hinten rechts unter der Empore noch zu sehen.
Noch ein drittes Nater-Wappen aus Frauenfeld–Kurzdorf ist überliefert, nämlich durch eine Frauenfelder Schützentafel von 1882: Von Rot mit goldenem Hammer, umwunden von zwei schwarzen Schlangen (Thurgauer Wappenbuch, S. 54).

## Zusammenfassung
Der Name Nater entstand aus der Berufsbezeichnung für Schneider oder Kürschner: einer der die Naht macht. Nater als Berufsbezeichnung erkennt am in der Regel am vorausgehenden Artikel. Im Raum Ostschweiz – Zürich finden wir sie vom letzten Drittel des 13. Jahrhunderts an, im Aargau bis ins 15. Jahrhundert.
Nater als Familiennamen begegnet uns im Thurgau erstmals 1317 mit einem Ulricus, dictus Nater, als Nachbar von Weingütern in Berlingen TG. Von 1344  bis 1375 tritt ein Ulrich Nater ziemlich häufig als Weingartenbesitzer in Berlingen in Reichenauer Urkunden auf, es geht meist um die Erlaubnis, darauf Pfänder aufzunehmen bei Sicherung der geschuldeten Zinsen. Ulrich Nater hat eine Frau Euphemia (Mye), Schwester des Konstanzer Patriziers und Leinenhändler Konrad Sonnentag, eine eigene Schwester Margreth und einen Sohn Hermann.
Von 1375 an verschwindet Ulrich Nater aus Berlingen, dafür erscheint ein Ueli Nater in den Konstanzer Quellen. Er hat ebenfalls mit dem Leinenhandel zu tun, sitzt im Rat und ist wohl Mitglied der Herren-Gesellschaft „zur Katz“. In der Grossen Ravensburger Gesellschaft leitet ein Philipp Nater wohl als Teilhaber eine Niederlassung, verliert 1419 das Siegel der Muntprat zwischen Ravensburg und Konstanz und gibt 1425 wegen des Fernhandelsverbots das Konstanzer Bürgerrecht auf. Er ist verheiratet mit der Konstanzer Patrizierin Magdalena von Roggwil, hinterlässt ihr 1468 ein ansehnliches Vermögen, woraus sie nach seinem Willen u. a. ein Seelgerät an die Kirche von Berlingen stiftet. Seine Tochter Ursula brachte 1443 Walter Mötteli in die Ehe; er stammte aus einer der Gründerfamilien der Gesellschaft, führte aber dann in Roggwil und Arbon ein Landjunkerleben; seine Nachkommen spielten im Thurgau noch eine namhafte Rolle.
In den Konstanzer Quellen erscheint in der ersten Hälfte des 15. Jahrhunderts noch eine wohlhabende Witwe Nater, die dann mit ihrem Sohne Hans nach Happerswil zieht, von wo aus dieser noch lange aktenkundig wird. Die Vermutung liegt nahe, dass hier die eigentliche Heimat der Nater zu suchen ist. 1459 erhält er den Kelnhof zu Hugelshofen als Erbzinslehen. An diesem Ort sind verschiedene Nater bis in die Revolutionszeit als Lehensinhaber und Darlehensnehmer geistlicher Konstanzer Institutionen belegt. Hugelshofen ist seit dem 17. Jahrhundert der Schwerpunkt der Nater, die sich weit verzweigen.
Ihre Wappen zeigen alle eine Natter, aus einem Missverständnis des Anklanges im Namen. Die beiden ältesten auf der sog. Konstanzer Wappenrolle und in der Schulthaiss-Chronik (beide 15. Jh.) führen die Natter stehend auf mehrfach rotweiss geteilten Balken, alle späteren auf einheitlich rotem Grund, was wohl die ursprüngliche Wappenfarbe sein dürfte.

## Zur Herleitung des Familiennamens Notter
Stefan Sonderegger, emeritierter Ordinarius für germanische Philologie an der Universität Zürich, schreibt in einem Gutachten:
1. Die bisherigen Erklärungen des Namens, soweit sie mir bekannt geworden sind, lassen sich sprachwissenschaftlich nicht vertreten:
  1. Herkunftsname von Naters (Wallis): müsste Naterer, Naterner oder ähnlich lauten, jedenfalls nicht Nater, Noter, Notter
  2. Ableitung von notarius: dann wären alte Belege mit -o- und nicht mit -a- zu erwarten, also Noter von Anfang an
  3. Ableitung vom althochdeutschen Rufnamen Notker, dessen Nachleben im Spätmittelalter als Nogger, Nögger bekannt ist: dann wären alte Belege mit -o- und nicht mit -a- zu erwarten, auch wären Formen mit der konsonantischen Assimilation -gg-, -k- zu erwarten; ausserdem ist der Name Notker relativ eng begrenzt auf die Nordostschweiz (typisch für das alte St. Gallen).
2. Ausgangspunkt für die Erklärung des Familiennamens Notter sind die ältesten Belege aus dem Spätmittelalter, d. h. noch der mittelhochdeutschen Zeit:
- die reichen Belege aus dem Kt. Aargau seit der 1. Hälfte des 14. Jh. (Natere, Nater, weibliche Form Katherina Naterra, später Natter)
- aus dem Kt. Zürich z. B.
(1) H. dictus Nâter de Winterthur 1265–1287 (Urbare und Rödel der Stadt und Landschaft Zürich, bearbeitet von Werner Schnyder, Zürich 1963, 62)
(2) H., der nater 1296–1297, hier aber Nachtrag Anfang des 14. Jh. (ebenda S. 132)
(3) Peter Nater 1366, 1369 und weitere Nennungen 1370 (Nater), 1376 Demut Nattera, Katherin Natterin, alles Personen in der Stadt Zürich Auf Dorf (= Oberdorf) (Die Steuerbücher von Stadt und Landschaft Zürich des XIV. und XV. Jahrhunderts, 1. Bd., Zürich 1918, 147, 209, 253, 374, 468, 470).
Aus den Schreibformen dieser ältesten Belege geht hervor, dass erstens eine Form mit ursprünglichem langen -fi- in der Stammsilbe anzusetzen ist (1265–1287 H. dictus Nâter) und zweitens ein Beiname vorliegt, welcher mit dictus oder in Kombination mit Rufname + der nater (z. B. AG vf Hermans des Naters hus, Ruodolf der Natere, ZH H. der nater) eingeführt wird. Dies ist vor allem bei ursprünglichen Berufsbezeichnungen, sogenannten Berufsnamen der Fall. Diese können auch eine feminine Form bilden, wie in den Belegen Katherina Naterra (AG), Demut Nattera, Katherin Natterin (ZH). Drittens ist darauf hinzuweisen, dass Formen mit -tt- jünger und seltener sind, auch nicht durchgehend bleiben (z. B. noch 1567 Nater AG), so dass sie als jünger anzusehen sind. Viertens zeigen sich Formen mit -o- (Noter, Notter u. ä.) offenbar erst seit der älteren Neuzeit, so dass diese die jüngsten Formen darstellen.
3. Gemäss unserer sprachlichen Beleganalyse einer Grundform nâtere, nâter im Sinne eines Beinamens kommt als Etymon für die Erklärung des Namens nur mittelhochdeutsch nâter, älter nâtaere „sartor“ (Lexer, Mittelhochdeutsches Handwörterbuch 11, Sp. 39), d. h. „Schneider“, feminine Form nâtaerinne f., Ableitung von nât f. „Naht“ in Betracht, eine Berufsbezeichnung, die bereits in althochdeutscher Zeit als nâtari m., natare, natere „sartor“ gut bezeugt ist und z. B. in der an Berufsnamen reichen Sammlung des sog. Summarium Heinrici (nach 1000, Oberrhein) als Synonym zu snîdari „Schneider“ erscheint. Dabei ist darauf hinzuweisen, dass in städtischen Belegen mittelhochdeutsch nâter auch „Pelzmäher, Kürschner“ bedeuten kann. Diese Bedeutung ist auch für das ältere Schweizerdeutsche belegt: Nâter m. 'Schneider, Kürschner' (Idiotikon IV, 849, mit Belegen 1335, 1343 und der vermutungsweise geäusserten Angabe 'hieher wohl auch der Familienname Nater TG, sonst auch geschrieben Natter WS'). In der nördlichen deutschen Schweiz hat sich aus dem langen -â- der ursprünglichen Form Nâter mit sogenannter Verdumpfung Nôter (mit dumpfem o), mit Kürzung (vor allem vor -er-Ableitung) Notter entwickelt.
4. Zusammenfassend kann also bestimmt gesagt werden, dass im Namen Notter, älter Nâter, die alt- und mittelhochdeutsche Berufsbezeichnung nâtari, nâtaere, nâtere, nâter im Sinne eines ursprünglichen Beinamens 'Schneider, auch Pelznäher, Kürschner' vorliegt. Dies geht sowohl aus den älteren Belegen des Namens wie aus dessen mundartlicher Weiterentwicklung hervor.